# Dráva-sík
A Dráva-sík Magyarország déli határvidékének egyik kistája, az Alföldhöz
sorolt Drávamenti-síkság része, a Dráva folyó keskeny balparti völgysíkja. Területe 1143 km² – ennek nyugati része Somogy, keleti része, az Ormánság és a Pécsi-síkság Baranya vármegyéhez tartozik. Északi határa éles, teraszszerű, déli határa maga a Dráva folyó. A horvátországi része a Drávamellék.

## Fiatal fejlődéstörténete
A kistájon a pleisztocén elején és közepén északról érkező vízfolyások rakták le hordalékukat. A Dráva-árok és a Drávamenti-síkság nem egységes szerkezetű árok, hanem kisebb részmedencék, illetve néha enyhén emelkedő felszínek együttese. A felszínen és a felszín közelében mindenütt holocén kori folyóvízi üledékek települnek; főként iszap.

## Természetföldrajzi viszonyai
A Dráva-sík tökéletes síkság. A tengerszint felett 96–110 m-rel terül el, tehát teljes magasságkülönbsége mindössze 14 m. Átlagos relatív reliefe 2 m/km² – ez nyugaton magasabb egy kissé. A Dráva árterülete a Baranya vármegyei szakaszon erősen kiszélesedik, ezért a felszín több mint fele ártéri síkság; 35%-a alacsony ármentes síkság – ezt futóhomokkal fedett, enyhén hullámos síksági részek tagolják. Legjellemzőbb formái az elhagyott meanderek.
A terület nagy része a Duna–Dráva Nemzeti Parkhoz tartozik.

## Vízrajza

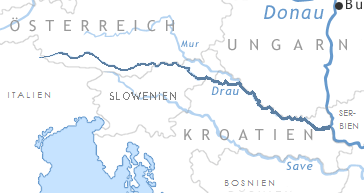
A Dráva folyása térképen

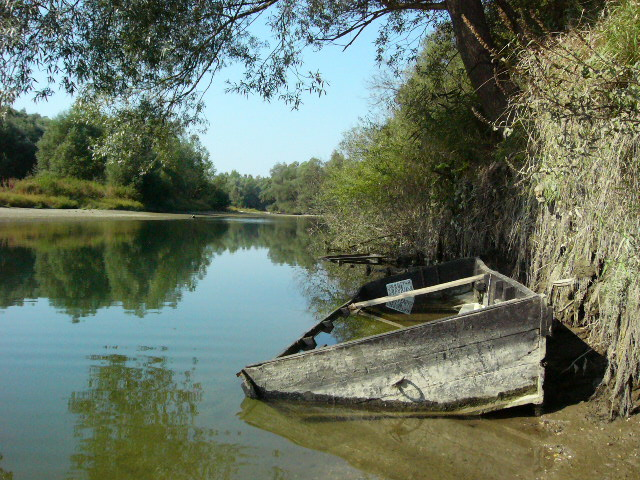
A Dráva Vízvárnál

A Drávának ez a szakasza (Drávatamási és Old között) 75 km hosszú. Említésre méltó bal oldali mellékvizei:
- Korcsina-csatorna (38 km hosszú, 167 km² vízgyűjtővel).
- Gürü (11 km, 76 km²),
- Fekete-víz (76 km, 2021 km², de csak az alsó, Baranyahídvég alatti, 18 km-es szakasza tartozik a kistájhoz.
- Gordisai csatorna (7 km, 43 km²),
- Lánka-csatorna (25 km, 132 km2)

A terület mérsékelten csapadékos, vízfelesleggel. A Dráván tavaszelőn, a nyár elején és ősszel is lehet árvíz, amitől végig gátak oltalmazzák a bal parti árteret. A gátak mögötti terület belvizeit kb. 400 km csatornahálózat vezeti le.
A kistáj 24 állóvizéből 18 a Dráva holtága. Ezek felszíne összesen 150 ha, közülük a legnagyobb 24,5 hektáros. A három természetes tó együttes területe kb. 5 ha, a három víztározó felszíne összesen 137 hektár területű. A talajvíz mindenhol 2–4 m között található, kalcium-magnézium-hidrogénkarbonátos jellegű, keménysége 15–25 Nk°. A folyó jellemző hordalékanyaga a homok és az iszapos homok.
A rétegvizek nyilvántartott mennyisége 1–1,5 millió m³/km². A 100 m alatti mélységekből az artézi kutak helyenként 500 l/perc feletti vízhozamokat is produkálnak a felső pannon korú folyóvízi üledékekből, de ezek hasznosítását korlátozza a nagy vastartalom. Felsőszentmártonnál 40 °C-nál melegebb hévizet tártak fel. A felszínközeli vizek nitrátosodása miatt több kis település vízellátása csak ideiglenes.

## Éghajlata
A kistáj éghajlatát alapvetően három hatás határozza meg, így időjárásában
- kontinentális,
- óceáni és
- mediterrán elemeket is megfigyelhetünk.

A fő elemek közül a kontinentális hatás érvényesül a legkevésbé. Ezek a hatások a bonyolult vízrajznak köszönhetően változatos mikroklímákat alakítottak ki. A terület alapvető éghajlata nyugaton mérsékelten meleg és nedves, keskeny, középső részen mérsékelten meleg és mérsékelten nedves, a legnagyobb, kelet felé eső részén pedig meleg és mérsékelten nedves.
A napsütés nyugat és délnyugat felé fokozatosan csökken: kisebb, mint az alföldeken. A hőmérséklet ingadozása ennél kisebb. A nyár kevésbé forró, a tél kevésbé zord, mint az alföldeken. A késő tavaszi és kora őszi fagyok ritkábbak.
A csapadék eloszlása kevéssé szeszélyes. Az uralkodó szélirány északi.
Az évi középhőmérséklet a nagyjából 10,5 °C. A tél enyhe, így a leghidegebb januári hónapban a középhőmérséklet mindenhol −1 °C fölött van. A legmelegebb júliusban a keleti részen 21-22 °C az átlagos középhőmérséklet.
Az átlagos évi csapadék összege a terület nyugati részén 800 mm-hez közeli; kelet felé 700 mm-re csökken; az éves változékonyság igen jelentős. A legtöbb csapadék május-július között esik. A legesősebb hónap általában a május, a legszárazabb pedig a január és a február.
A tenyészidőszak 250 nap körül alakul. Az első fagyos nap rendszerint október végén köszönt be; az utolsó fagyos tavaszi nap április 5. környékén szokásos. A vegetációs időszakban mintegy 420–440 mm csapadék hullik. A több esőnek köszönhetően a meleg nyár ellenére is kedvező a vízellátottság: az évi átlagos vízhiány 75 mm körüli. Hó is viszonylag sok hull; telente 35-40 hótakarós napra számíthatunk. Az ariditási index 0,94–0,96. Az átlagos középhőmérséklet a teljes vegetációs időszakra számítva eléri a 17,5 °C-ot.

## A Dráva-sík talajai
A kistáj legnagyobb részén folyóvízi üledékeken kialakult talajokat találunk; a Dráva meandereinek sorozatos kialakulása és lefűződése következtében az egyes típusok többnyire szórtan, mozaikos foltokban helyezkednek el. Másodlagos jelentőségű a holtágak antropogén feltöltése, valamint a kiszáradó felszíneken kialakult defláció. A talajok fejlődésére jelentős hatást gyakorol a talajvíz szélsőséges, a folyóhoz igazodó ingadozása. A Dráva közelében a humuszosodás, kifejlődését a rendszeres hordalékborítás akadályozza, ezért itt magasabb humusztartalmú területek csak a mélyvonulatokban találhatók.
A talajképző üledék a Dráva árterén döntően iszapos vályog, homokos vályog és homok. A mélyebben fekvő részeken agyagos vályog és iszapos-agyagos vályog is előfordul. Jellemző, hogy a mélyebben fekvő részeken az iszapos fedő vastagabb. A folyótól távolodva egyes részeken az agyagos, máshol a homokos jelleg erősödik.
A terület talaja a genetikai és talajföldrajzi osztályozási rendszerben az alábbi fő típusokba sorolható (jellemző előfordulásokkal):
- öntéstalajok – végig a Dráva mentén:
  - nyers öntéstalajok a hordalékkal rendszeresen elborított részeken,
  - humuszos öntéstalaj a régóta el nem öntött területeken (a humusztartalom 2% alatt marad, a humuszos réteg vékony);
- réti talajok – a folyótól távolabb,
- barna erdőtalajok – a Drávától távolabb, inkább Somogyban,
- homoktalajok – a somogyi részen,
- láptalajok – holtmedrek partján, vizenyős részeken, ritkán,
- váztalajok – csak néhány kisebb folton.

Helyenként kétrétegű öntéstalajok is előfordulnak. A nyers öntéstalajok döntő része mára az ármentesítés és a földművelés hatására öntés réti talajjá alakult.
A talajok vízgazdálkodása az aránylag sok és kedvező eloszlású csapadék miatt is viszonylag jó – kivéve a kis területen előforduló homoktalajokat és az elenyésző arányú váztalajokat. A talajok nagy többsége jól vagy közepesen víznyelő és vízvezető, nagy vagy közepes vízraktározó képességű.
A talajok szervesanyag-készlete többnyire közepes (100–200 t/ha), a folyótól távolabb és inkább a somogyi részeken néhol kicsi (50–100 t/ha). A termőréteg vastagsága a váztalajok és az erodált részek kivételével több mint 1 méter. A talajok mészellátása heterogén: a somogyi részek talaja általában savanyú vagy gyengén savanyú, a baranyai szakaszán viszont a talaj általában már a felszíntől karbonátos, a gyengén savanyú részek ritkábbak.

## Növényzete

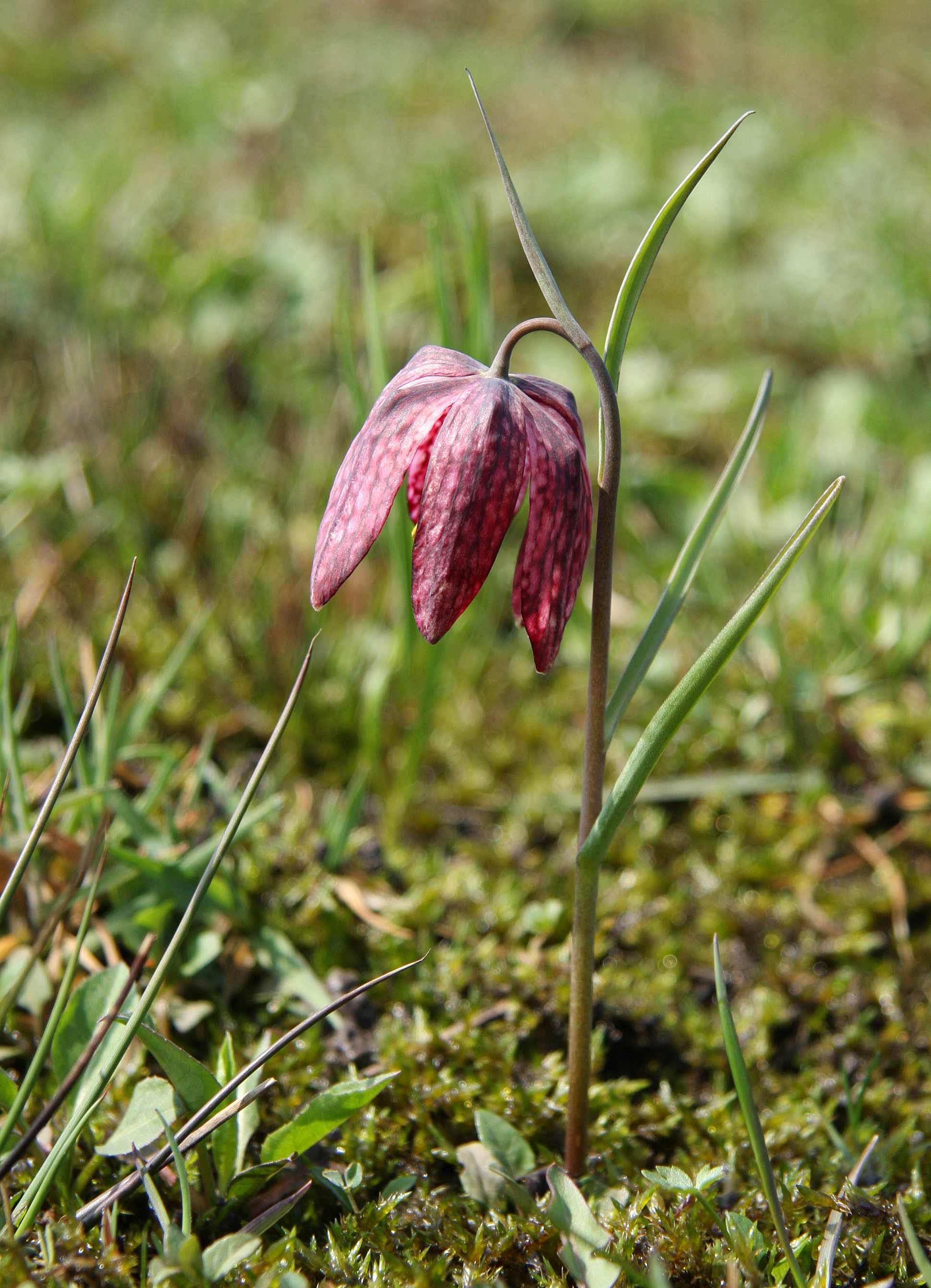
Mocsári kockásliliom

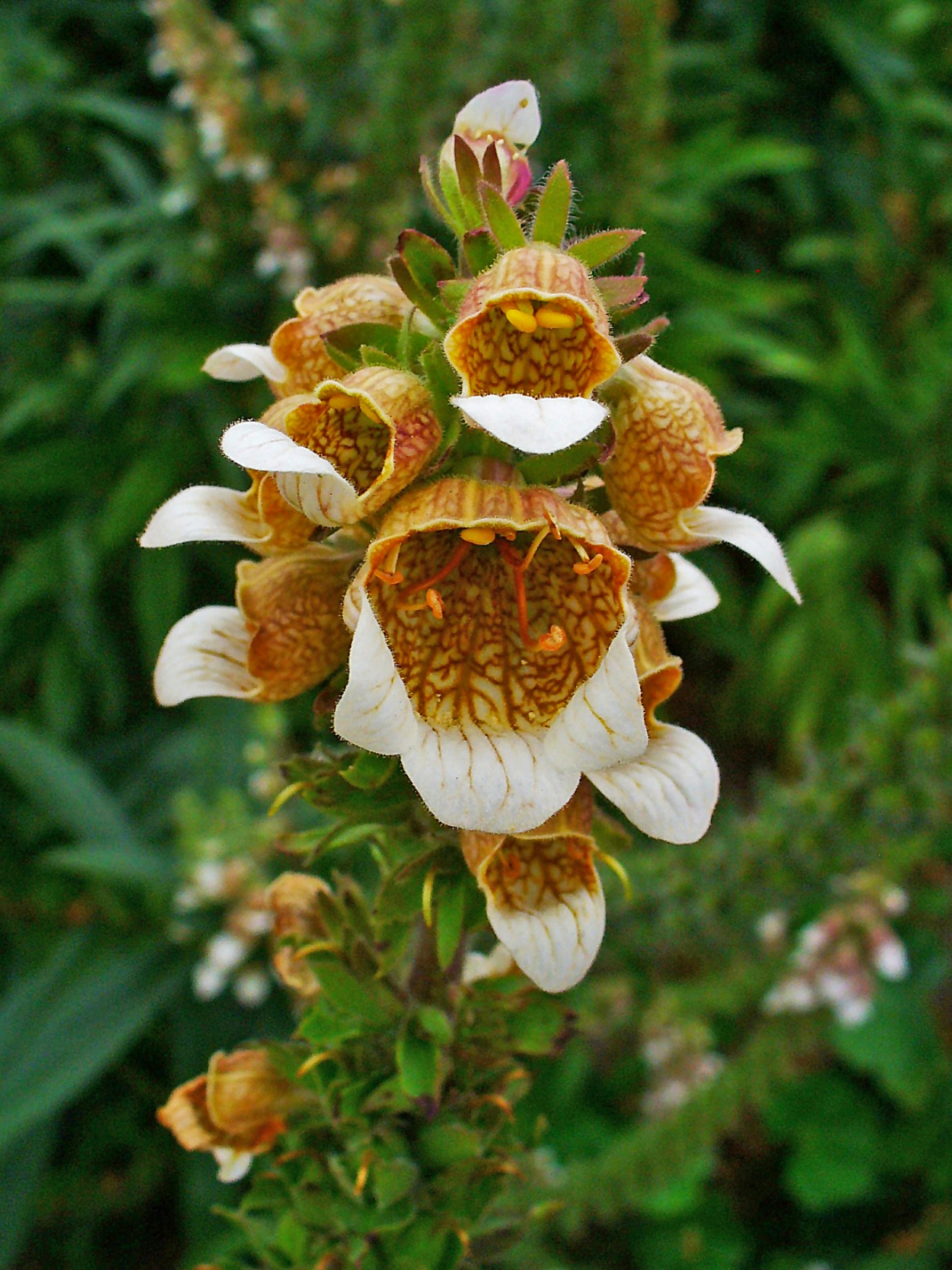
Gyapjas gyűszűvirág

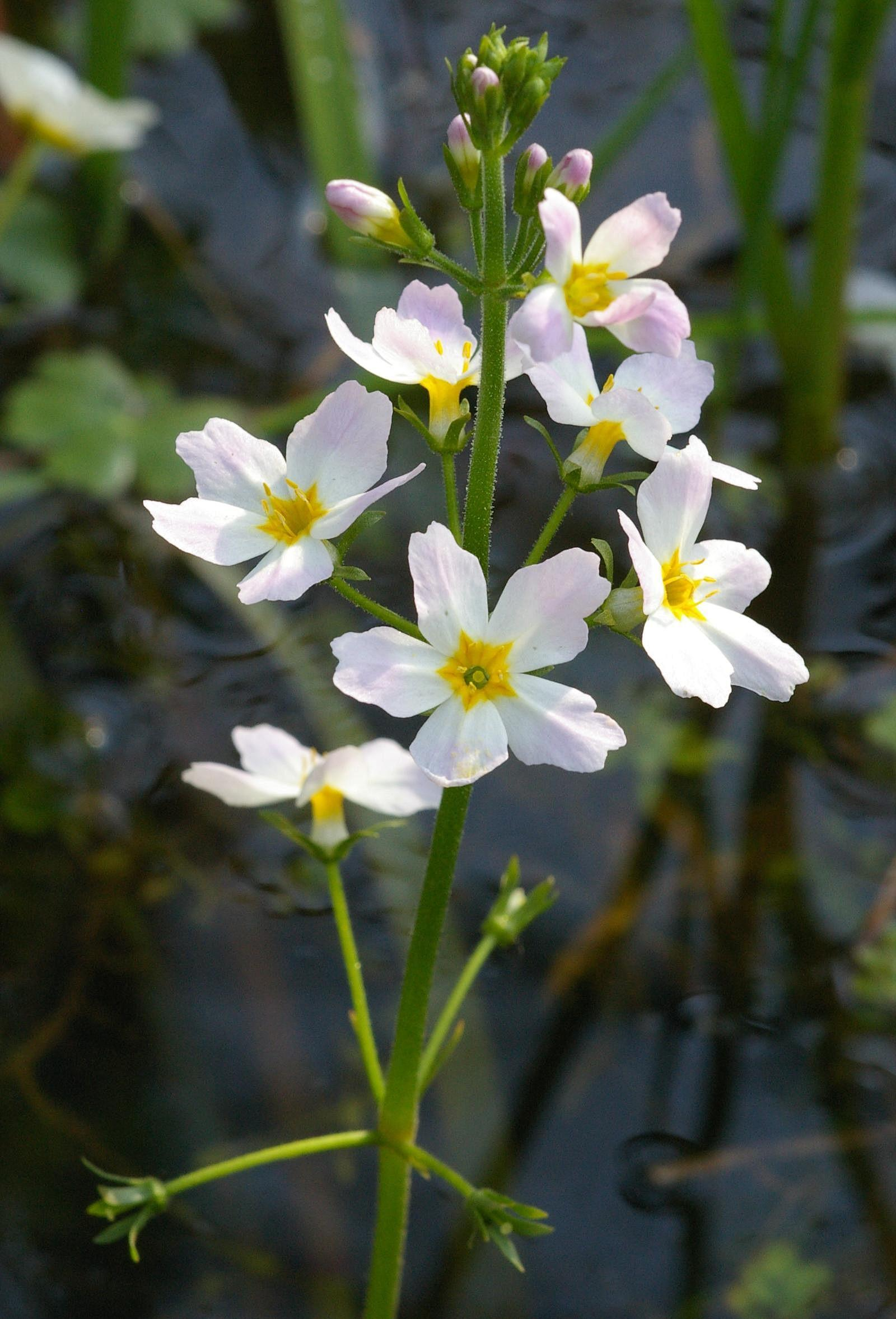
Békaliliom

A terület a zárt tölgyes övbe tartozik, de természetes növényzetének elsöprő többségét mezőgazdasági kultúrák helyettesítik. A természetes(hez közeli) növénytakaró hellyel-közzel csak a vízfolyások (egy része) mentén maradt meg: a síkságot zöld szalagokként tagolják a Dráva és a lefűződött holtágak mentén növő galériaerdők; ezek a Duna–Dráva Nemzeti Park részeiként védett természetvédelmi területek.
Növényzete alapján a Dráva-sík – pontosabban, a teljes Drávamenti-síkság a közép-európai flóraterület Pannonicum flóratartományának alföldi flóravidékéhez tartozik; ezen belül egyes szerzők a dél-alföldi flórajárás részének tekintik, míg mások önálló, Dravense flórajárásként (Drávamenti flórajárás) különböztetik meg.
A Dráva-sík somogyi része egyrészt a Zákányi-dombsággal (Zákány-őrtilosi dombsággal), másrészt a Belső-somogyi homokvidékkel határos. A Zákányi-dombság meredek lejtőinek alján viszonylag könnyen meghúzható a két tájegység határa, és ezek növényzete is radikálisan különbözik (mivel a Zákányi-dombság az Illiricum flóratartomány szlavóniai flóravidékének őrtilosi flórajárása). Más a helyzet a pannóniai flóratartomány Praeilliricum flóravidékéhez sorolt homokvidékkel, ami felé a domborzat és a növényzet átmenete is többé-kevésbé folyamatos: a legnagyobb különbség, hogy a somogyi Dráva-ártérről szinte teljesen hiányzik a Belső-Somogyra (Somogyicum flórajárás) általánosan jellemző homokpusztai flóra és vegetáció. A Dráva-sík somogyi részén megjelenő, de Belső-Somogy homokvidékéről hiányzó, keményfás ligeterdőkben és gyertyános-tölgyesekben élő növények:
- fürtös gyűrűvirág (Carpesium abrotanoides),
- bókoló gyűrűvirág (Carpesium cernuum),
- kockás liliom (Fritillaria meleagris),
- hegyi csipkeharaszt (Selaginella helvetica),
- magas szárú kocsord (Peucedanum verticillare),
- csermelyciprus (Myricaria gemanica),
- parti fűz (Salix elaeagnos) és a
- hamvas éger (Alnus incana).

A Dráva-sík baranyai részén is megjelenik, illetve gyakori számos olyan faj, amely a környező dombságokon hiányzik, illetve nagyon ritka. Ilyen növények:
- téli zsurló (Equisetum hiemale),
- ligeti szőlő (Vitis sylvestris),
- jerikói lonc (Lonicera caprifolium),
- gyapjas gyűszűvirág (Digitalis lanata),
- fürtös gyűrűvirág (Carpesium abrotanoides),
- bókoló gyűrűvirág (Carpesium cernuum),
- békaliliom (Hottonia palustris),
- kockás liliom (Fritillaria meleagris),
- nyári tőzike (Leucojum aestivum),
- kálmos (Acorus calamus).

Ide tartoznak még a Dráva mentén levándorolt dealpin elemek:
- hegyi csipkeharaszt (Selaginella helvetica),
- magas szárú kocsord (Peucedanum verticillare),
- fehér acsalapu (Petasites albus)
- hamvas éger (Alnus incana).

## Állatvilága
A kistáj nyugati része a Közép-dunai faunakerület illír faunakörzetének Dráva-menti faunajárásába tartozik. A  Dráva-mente és az Eupannonicum faunajárás (Nagyalföld) határának a  Matty-Máriagyűd vonalat tekintik; e vonal körül a Dráva-sík keleti része állatföldrajzi szempontból átmeneti tartomány, amiben keverednek az Eupannonicum és az Illiricum elemei.

## Gazdaságföldrajzi viszonyai
Leglényegesebb, hasznosítható nyersanyaga a kovácshidai tőzeg (0,5 M m³).
A Drávához és mellékpatakjaihoz simuló, ármentesített felszínen igen egysíkú a gazdálkodás.